# Radhouane Ayara
Radhouane Ayara, né le 15 juin 1968 à Béja, est un homme politique tunisien.

## Biographie

### Études
Titulaire d'un master en droit, Radhouane Ayara est aussi doctorant en droit.

### Carrière professionnelle
En 1995, il devient cadre supérieur à la Caisse nationale de sécurité sociale, dont il devient administrateur général. Il y exerce plusieurs fonctions aux niveaux central et régional, à Ben Arous, Sfax, Sousse et Menzel Bourguiba, mais aussi dans une mission diplomatique à Bonn (Allemagne).
Expert en droit de la sécurité sociale, il est aussi professeur universitaire en droit international des affaires à l'Institut des hautes études commerciales de Sousse.

### Carrière politique
Avant la révolution de 2011, Ayara a été secrétaire général du Rassemblement constitutionnel démocratique, parti du président Zine el-Abidine Ben Ali, en Allemagne.
Le 22 août 2015, il est nommé gouverneur du Kef, poste qu'il conserve jusqu'au 16 septembre 2016, date à laquelle Chedly Bouallegue le remplace.
Le 27 août 2016, il devient secrétaire d'État chargé de l'Immigration et des Tunisiens à l'étranger auprès du ministre des Affaires étrangères, Khemaies Jhinaoui, dans le gouvernement de Youssef Chahed. Le 6 septembre 2017, il devient ministre du Transport. Le 5 novembre 2018, il est désigné ministre auprès du chef du gouvernement chargé de l'Émigration et des Tunisiens à l'étranger.
Le 8 novembre 2019, il est désigné ministre des Domaines de l'État par intérim.